# Undeclared War
Undeclared War (Sheng zhan feng yun) è un film del 1990, diretto, sceneggiato e prodotto da Ringo Lam.